# Samsula-Spruce Creek, Florida
Samsula-Spruce Creek är en ort (CDP) i Volusia County, i delstaten Florida, USA. Enligt United States Census Bureau har orten en folkmängd på 5 047 invånare (2010) och en landarea på 45,1 km².